# وینچنزو زازارو
وینچنزو زازارو (انگلیسی: Vincenzo Zazzaro; ۲ ژانویهٔ ۱۹۵۱ – ۱۲ نوامبر ۲۰۱۹) بازیکن فوتبال اهل ایتالیا بود.
از باشگاه‌هایی که در آن بازی کرده‌است می‌توان به باشگاه فوتبال رجینا، باشگاه فوتبال سالرنیتانا، باشگاه فوتبال آ.ث. میلان، و باشگاه فوتبال اتلتیکو آرتزو اشاره کرد.
وی همچنین در تیم ملی فوتبال زیر ۲۱ سال ایتالیا بازی کرده‌است.